# VfB Friedberg

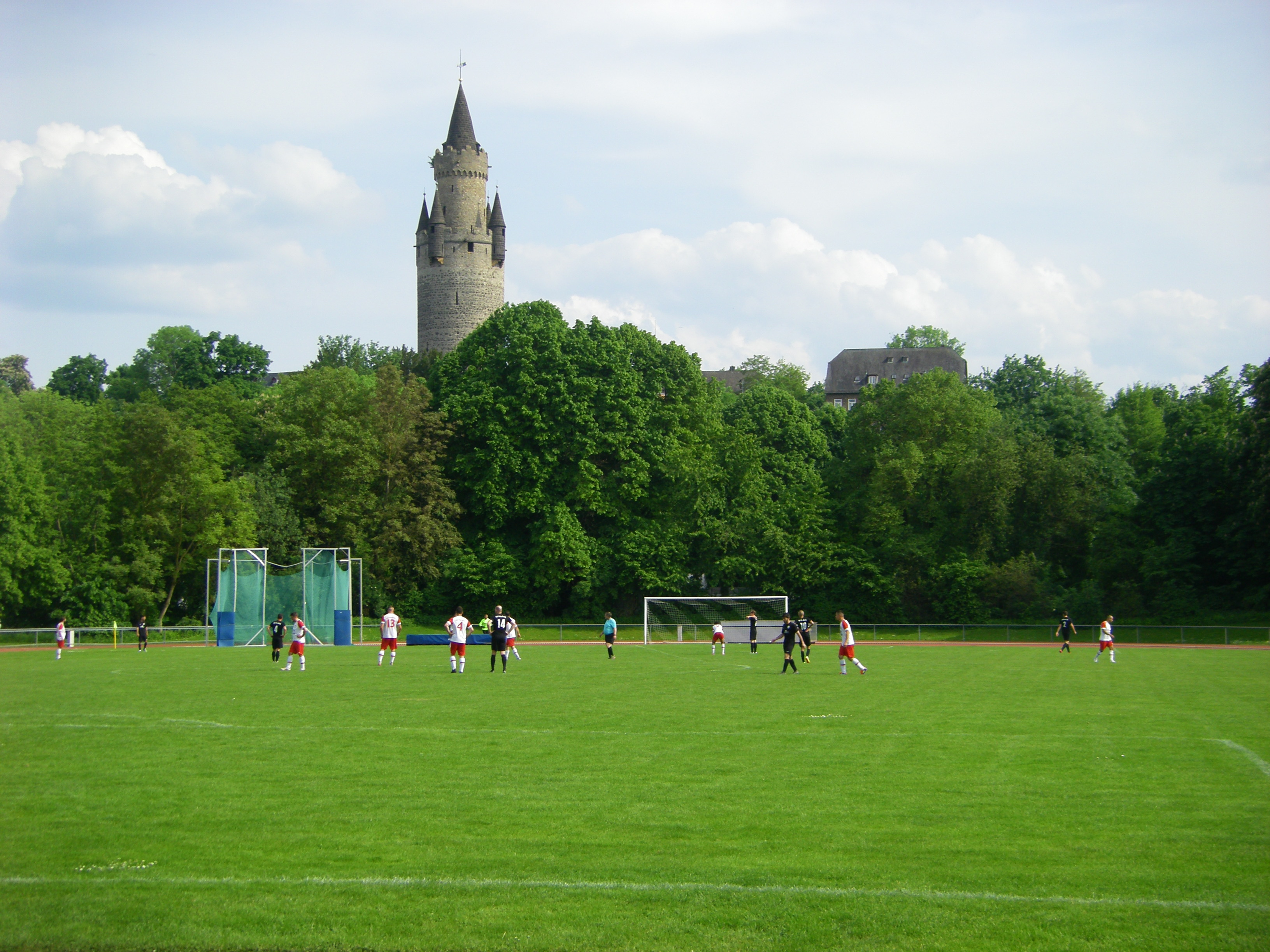
Die Sportanlage Burgfeld während eines Derbys zwischen dem VfB Friedberg (schwarze Trikots) und der Spvgg 08 Bad Nauheim (in Rot und Weiß) im Mai 2023.

Der VfB Friedberg (vollständiger Name: Verein für Bewegungsspiele Friedberg e. V.) ist ein Sportverein aus Friedberg in Hessen. In den 1930er Jahren spielte die erste Fußballmannschaft des Vereines sechs Jahre lang in der seinerzeit erstklassigen Gauliga Hessen. Die erste Wasserballmannschaft spielt in der 2. Bundesliga Süd.

## Geschichte
Der VfB Friedberg entstand am 1. Januar 1918 durch die Fusion des FV Grün-Weiß 1904 Friedberg und des FC Merkur 1905 Friedberg. Die Fußballmannschaft gehörte 1933 zu den Gründungsmitgliedern der Gauliga Hessen, obwohl sie sich sportlich nicht für diese qualifiziert hatte. Die Aufnahme des Vereins wurden aus geografischen Gründen Erwägungen vollzogen. Sportlich war die erste Saison erfolgreich: mit nur einer Heimniederlage wurde der VfB Vizemeister hinter Borussia Fulda.
In den folgenden Jahren etablierten sich die Friedberger im Mittelfeld der Tabelle. Nach der Saison 1938/39 zog der Verein seine Mannschaft aus der Gauliga zurück, da er sich aus personellen Gründen nicht mehr in der Lage sah, eine konkurrenzfähige Mannschaft zu stellen. Nach dem Zweiten Weltkrieg stieg der VfB 1949 in die Amateurliga Hessen auf. Nach einer Vizemeisterschaft 1957 wurde die Mannschaft ein Jahr später Hessenmeister und gewann anschließend die süddeutsche Amateurmeisterschaft. In der Endrunde um die Deutsche Amateurmeisterschaft schied der VfB in der ersten Runde gegen Rapide Wedding aus.
In der Aufstiegsrunde zur 2. Oberliga Süd konnten die Friedberger alle vier Spiele gewinnen und sich den Aufstieg sichern, aber bereits nach einem Jahr folgte der Abstieg zurück in die Amateurliga. Im Jahre 1963 stieg der VfB auch aus der Amateurliga ab und verabschiedete sich aus dem höherklassigen Fußball.